# Équipe de Papouasie-Nouvelle-Guinée de football australien
L'équipe de football australien de Papouasie-Nouvelle-Guinée (anglais : Papua New Guinea national Australian rules football team), surnommé les Mosquitos (tok pisin : Moskitos ; litt. « Moustiques »), représente la Papouasie-Nouvelle-Guinée dans le football australien international.
C'est l'une des équipes sportives nationales les plus titrées de Papouasie-Nouvelle-Guinée et la meilleure équipe nationale de football australien au monde, classé deuxième au monde après l'Australie (qui ne participe pas à des compétitions internationales). L'équipe a participé à toutes les Coupes internationales et a remporté la Coupe internationale à trois reprises (plus que toute autre nation).
La Papouasie-Nouvelle-Guinée compte plusieurs équipes nationales : une équipe masculine, une équipe féminine et de nombreuses équipes juniors masculines et féminines, qui ont tous été parmi les plus réussis au monde.